# ديفيد إي. أورتن
ديفيد إي. أورتن (بالإنجليزية: David E. Orton)‏ هو مسير أعمال أمريكي، ولد في 1955.